# Nigramma basalis
Nigramma basalis là một loài bướm đêm trong họ Noctuidae.